# Niños Mártires de Tlaxcala
Los Niños Mártires de Tlaxcala (Protomártires del continente Americano) fueron los primeros laicos católicos americanos que sufrieron el martirio en defensa de la fe católica dentro del territorio mexicano. Los nombres de los tres niños eran Cristóbal, Antonio y Juan quienes fueron de los primeros evangelizados por los frailes franciscanos y dominicos inmediatamente después de la conquista, aunque no se sabe con exactitud su fecha de nacimiento, se sabe que murieron Cristóbal en 1527 y Antonio y Juan en 1529.

## San Cristóbal
Nació en Atlihuetzia, Tlaxcala. Los frailes franciscanos siempre le llamaron en diminutivo Cristobalito. Se ignora la fecha de su nacimiento, siendo martirizado en 1527 posiblemente a los doce o trece años. Fue hijo mayor del cacique Acxotécatl y de su primera esposa Tlapaxilotzin. Junto con sus medios hermanos Bernardino, Luis y otro de nombre desconocido fue enviado con los frailes aproximadamente en 1524 recién llegados los primeros doce misioneros franciscanos a México para evangelizar. Fue bautizado e instruido por estos frailes. Fue adiestrado para convertir a su padre y a sus servidores quienes aún practicaban el culto a sus antiguas deidades, así como condenar la embriaguez frecuentemente practicada. Debido a que el uso de palabras no fue suficiente para convencer a su padre, Cristóbal decidió tomar decisiones radicales y procedió a romper los ídolos y derramar el pulque con el cual se embriagaba su padre. Esto enfureció a los servidores y a una segunda esposa de su padre, madre de sus medios hermanos quien deseando desaparecer a su hijastro para que su hijo mayor pudiese heredar al padre le aconsejó que matara a Cristóbal. El padre que no aceptó la conversión a la que le invitaba su hijo lo hizo llamar a su casa del convento y fingiendo que se trataba de una fiesta, se encerró con su hijo y lo golpeó a muerte con un garrote siendo lanzado después a una hoguera, de donde fue rescatado por su madre Tlapatzilotzin, quien pidió ayuda a la servidumbre.
Pasado el día Cristóbal seguía vivo; durante su agonía pidió que su padre pasara a verlo, Cristobalito pronunció "Padre no creas que estoy enojado o me iré rencoroso, yo te perdono porque me has dado la gloria eterna", dando el primer testimonio de perdón en América, pasado esto exhaló por última vez.
El niño Cristóbal fue durante siglos "venerado" como santo dentro de Atlihuetzia. Pero su historia fue finalmente olvidada un tiempo, no siendo hasta que don Luis Munive y Escobar (primer obispo de Tlaxcala) descubrió un retablo que decía "Venerable Cristóbal" por lo cual le surgió la duda y empezó a encontrar y recopilar lo que hasta hoy es la "Historia de los Niños Mártires". El ejemplo de Cristobalito hoy es muy conocido en su comunidad, en su estado y en su país. Por lo cual junto a Antonio y Juan son quienes muestran al fiel el verdadero valor de la Fe, Esperanza y Caridad.

## Santos Antonio y Juan
San Antonio fue nieto de Xicoténcatl, señor de Tizatlán, por tanto era futuro heredero del señorío, nació en 1516 o 1517 y fue martirizado en 1529 a la misma edad que Cristóbal, entre los doce y trece años. Mientras que San Juan era un vasallo de Antonio ya que era originario del mismo lugar y prácticamente tenía la misma edad sirviéndole como su criado personal a Antonio. En 1529 el fraile dominico Bernardino Minaya se dirigía a la evangelización del estado sureño de Oaxaca, al pasar por Tlaxcala, solicitó apoyo a los frailes franciscanos para su misión solicitando que le acompañaran algunos de los niños que eran educados por los franciscanos por lo que voluntariamente decidieron participar Juan, Antonio y un niño más que sobrevivió a la misión. Fray Bernardino les hizo comprender los peligros a los que se enfrentarían debido a que no sería una tarea fácil evangelizar a un pueblo eminentemente idólatra por lo que la posibilidad del martirio era latente. Aun así, los futuros mártires aceptaron el peligro de su misión rumbo a Oaxaca, y al pasar por Tepeaca, los niños fueron enviados solos a Tecali y Cuautinchán, al llegar ahí, Antonio se metió a una casa a recoger ídolos para proceder después a su destrucción, quedándose Juan en la puerta; de repente llegaron dos hombres con macanas y golpearon a Juan, quien murió al instante. Al darse cuenta de lo sucedido, Antonio salió de la casa e increpó a los hombres diciéndoles que habían asesinado a un inocente ya que él era quien tomó sus ídolos y los rompió en su presencia por lo cual los hombres irritados mataron a este niño también.

## Beatificación
Los niños mártires de Tlaxcala fueron beatificados el 6 de mayo de 1990 en la Basílica de Guadalupe durante la segunda visita del Papa Juan Pablo II a México. Durante la única visita del papa Benedicto XVI a México, en la Plaza de la Paz en la ciudad de Guanajuato, en su mensaje a los niños de México, el Papa propuso como ejemplo de imitación para los niños la figura de estos pequeños mártires de Tlaxcala.

## Canonización
El papa Francisco aprobó el decreto para la canonización de los llamados mártires de Tlaxcala, los niños indígenas mexicanos Cristóbal, Juan y Antonio asesinados en 1527 el primero y 1529 los otros dos por profesar la fe cristiana. En audiencia con el cardenal Angelo Amato, prefecto de la Congregación para las Causas de los Santos, pronunció: "Ellos no necesitaban ningún milagro. Solo por el hecho de ser muertos en nombre de Cristo es más que suficiente" (esto es habitual en los casos de martirio). La misa se dio el 15 de octubre de 2017 en la Plaza de San Pedro.
Fueron canonizados junto a otros 32 santos, en su homilía  Francisco expresó que debemos vivir la santidad "todos los días" debido a que si no hacemos esto nos quedaremos en el mismo lugar.
Al momento de la declaración como santos, en el estado de Tlaxcala se repicaron las campanas en puntos como: Convento de la Caridad (Huamantla), Basílica de la Misericordia (Apizaco), Parroquia de Santa Ana (Chiahutempan) y en Atlihuetzia debido a que el Ex Convento de Santa María de la Concepción alberga el Santuario Diocesano, en estas comunidades fue apreciable ver la cantidad de feligreses y la alegría del júbilo que se vivía en todo el Estado.